# 误杀2
《误杀2》(英語：Fireflies in the Sun)是一部由戴墨执导、陈思诚监制，肖央、任達華、文咏珊主演的2021年中国剧情片，是电影《误杀》的续集，但人物和情节与上一部無关联。本片翻拍自丹佐·華盛頓主演的美国电影《迫在眉梢》。

## 剧情
在泰国新曼（影射曼谷）。林日朗在醫院外製造一場垃圾桶火災來分散保全注意力，隨後闖入全市最大、位於華埠入口對面的「孫通醫院」急診中心，持槍挾持大約十名人質，封鎖電梯和大門，讓整座醫院陷入癱瘓。隨後，特警部隊（SWAT）及資深刑警張正義趕到現場。林日朗向警方提出要求，表示機場兩小時前剛運到的一顆捐贈心臟必須在一小時內送到醫院，否則他就開始處決人質。此時時間是下午四點。
知名KNTV新聞記者李安琪得知此事，並認出林日朗的名字，於是播出了監視器畫面，指控林日朗曾在她的節目錄影現場企圖猥褻她。此時，林日朗的妻子凌正在醫院樓上陪伴他們8歲的兒子林翀，他因病住院，透過病房電視目睹事件發展。
林日朗向張正義要求讓李安琪帶攝影機進入，他試圖阻止但未成功。進入後，林日朗透過直播向全國觀眾陳述他的故事——
林日朗原本是一名失業編劇，妻子凌則是兼職家教，兩人都十分疼愛兒子，凌甚至希望再生一個孩子。然而，一天林翀在踢足球時突然昏倒，被孫通醫院的醫生達馬診斷為心臟肥大（心臟擴大症），唯一的治療方式是進行心臟移植。然而，夫妻倆根本無法負擔龐大的手術費用。他們賣掉了房子，並接受親友捐款，但仍然遠遠不夠。林日朗甚至曾向李安琪求助，因為他曾經擔任她節目的編劇，卻遭到她冷漠拒絕；當時，他不小心在攝影棚內跌倒，壓在李安琪身上，這成為她指控他的關鍵證據。
後來，他們申請了市長龍丹剛推出的「醫療補助計劃」，但被告知需要等待40個工作天。在此期間，醫院通知他們找到了適合的心臟配對，醫生達馬告訴林日朗，他有一個小時籌錢。林日朗冒險向黑幫借錢，卻在最後一刻被告知心臟已經被人搶走了，因為一名權勢人士動用了關係插隊，優先獲得了器官。達馬憤怒地向院長宋敏抗議，但院長表示自己是被「公共衛生局局長」龐猜逼迫的。
這一切透過直播曝光後，醫院外的群眾開始轉而同情林日朗，認為他是被不公體制壓迫的受害者。警方指揮官唐堪接手指揮現場，並與張正義發生衝突。他向張正義透露，他們在林日朗家中發現了一些驚人證據。唐堪隨後命令狙擊手強行突入，但行動以失敗告終。林日朗決定釋放兩名人質，其中包括一名孕婦，隨後似乎槍殺了一名受傷的狙擊手。
與此同時，李安琪前往「星邦器官捐贈中心」調查心臟消失的真相。就在這時，傳來消息，公共衛生局局長龐猜「跳樓自殺」身亡。緊接著，野心勃勃的市政府秘書薩丁介入事件，基本上接管了現場指揮權，將唐堪邊緣化……

## 角色
| 演員   | 角色   | 介紹                             |
| ------ | ------ | -------------------------------- |
| 肖央   | 林日朗 | 小虫的父亲；编剧、撰稿           |
| 文咏珊 | 阿玲   | 林日朗妻子                       |
| 任达华 | 张正义 | 警察                             |
| 陈雨锶 | 李安琪 | 电视台记者                       |
| 宋洋   | 达马   | 小虫的主治医生                   |
| 尹子維 | 當堪   | 警察局長，張正義徒弟兼上司       |
| 張世   | 宋民   | 醫院院長                         |
| 王昊澤 | 小蟲   | 林日朗和阿玲兒子，患有心室肥大症 |
| 李治廷 | 薩丁   | 市长秘书                         |
| 姜皓文 | 龙丹   | 市长                             |
| 谭卓   |        | 客串                             |

## 制作
剧组原定继上一部后再次前往泰国取景，但因新型冠状病毒疫情影响而改为在广东搭建仿泰国街景进行外景拍摄，室内戏份则在象山影视城摄影棚内完成。
2021年7月，《误杀2》在广东珠海正式开机，7月16日至20日，在广东江门启明里兴宁路一带取景拍摄。8月17日，导演发文宣布原定演员许光汉因档期原因退出《误杀2》。2021年9月，剧组于象山影视城杀青。

## 票房
首周票房3.5亿人民币，位列票房榜第一位，次周取得7.26亿元蝉联冠军。最终成绩为11.21億元。
| 上一届： 《古董局中局》 | 2021年中国内地一周票房冠军 第50-51週 | 下一届： 《穿过寒冬拥抱你》 |